# Розгром Сент-Клера
Розгром Сент-Клера, також відома як битва на Вобаші, битва на річці Вобаш або битва тисячі загиблих — битва, що відбулася 4 листопада 1791 року на Північно-Західній території Сполучених Штатів, в якій армія США протистояла Північно-Західній конфедерації корінних жителів Америки в рамках Північно-західної індіанської війни. Це була «найвирішальніша поразка в історії американської армії» і найбільша поразка військам США, спричинена корінними американцями за всю історію.
Індіанські сили очолювали Маленька Черепаха народу маямі, Блакитний Жакет з Шоні та Баконгахела з делаварів. Військовий загін налічував понад 1000 воїнів, у тому числі багато воїнів племені потаватомі зі східного Мічигану. Американськими військами, загальною чисельністю близько 1000 солдатів, керував генерал Артур Сент-Клер. Війська Конфедерації американських індіанців атакували на світанку, заставши людей Сент-Клера зненацька. З 1000 офіцерів і солдатів, яких Сен-Клер повів у бій, лише 24 залишилися неушкодженими. У результаті президент Джордж Вашингтон змусив Сент-Клера піти у відставку, а Конгрес ініціював своє перше розслідування щодо виконавчої влади.

## Кампанія
Зведений загін під командуванням Сент-Клера складався з 600 солдатів регулярних військ, 800 шестимісячних призовників і 600 ополченців у максимальній комплектації, загалом чисельність сягала приблизно 2000 осіб.  Але, на успіх кампанії значною мірою вплинуло дезертирство; коли військо нарешті почало рух, воно скоротилося приблизно до 1486 чоловіків і близько 200—250 табірних послідовників (дружини, діти, прачки та повії). Похід відбувався повільно, а проблеми з дисципліною були серйозними; Сент-Клер, який страждав на подагру, мав труднощі з підтриманням порядку, особливо серед міліції та рекрутів нових зборів. Індіанці постійно переслідували його війська і час від часу атакували. До 2 листопада через подальше дезертирство та хвороби сили Сент-Клера скоротилися приблизно до 1120 осіб, включаючи тих, хто супроводжував табір. Поки армія Сент-Клера продовжувала втрачати солдатів, Північно-західна конфедерація швидко збільшувала свою чисельність. Баконгахела додатково привів своїх 480 людей, щоб приєднатися до 700 воїнів Маленької Черепахи та Блакитної Жакетки, довівши чисельність індіанського загону до понад тисячі воїнів, у тому числі багатьох Потаватомі зі східного Мічигану.
Сент-Клер мав 52 офіцери та 868 військовослужбовців та солдатів ополчення, що були у складі його загону станом на 3 листопада. Того дня об'єднані сили розташувалися на високому лузі, а 1-й піхотний полк і добровольці розташувалися на протилежному березі річки Вобаш від табору ополченців Кентуккі, тому підтримувати один одного фактично не був спроможний. Оборонні споруди не будували, хоча в лісі бачили тубільців.  Батлер послав невеликий загін солдат під командуванням капітана Джейкоба Слау, щоб схопити деяких індіанських воїнів, які нападали на табір.

### Битва
Увечері 3 листопада сили Сент-Клера розбили табір на високому пагорбі поблизу сучасного форту Рекавері, штат Огайо, біля витоків річки Вобаш. Місцеві війська з приблизно 1000 воїнів на чолі з Маленькою Черепахою та Блакитним Жакетом розташувалися у формі великого півмісяця навколо табору. Вони чекали в лісі до світанку, коли чоловіки склали зброю й вирушили до ранкової трапези.
Центр, що складався з Маямі, Шоуні та Ленапе, спочатку напав на міліцію , яка втекла через Вобаш і вгору на пагорб до головного табору без зброї. Солдати регулярних сил негайно розхватали свої мушкети, що стояли в пірамідах, вишикувалися в бойові ряди та дали залп у тубільців, змусивши тих відступити. Ліве і праве крила індіанської формації обступили регулярних військ і наблизилися до головного табору, зустрівшись на дальній стороні. Протягом 30 хвилин 1400 воїнів повністю оточили табір американського загону. Американські мушкети та артилерія були низької якості та справили невеликий вплив на індіанських воїнів. Тим часом артилерія Сент-Клера, що розміщувалася на протилежному обриві, зайняла позиції, але офіцери й артилерійська обслуга були вбиті влучних вогнем індіанських марксменів, а ті, хто вижив, були змушені забити отвори своїх гармат, прививши їх у негідний стан.
Жінки та діти, які супроводжували армію, шукали притулку серед обозів з припасами. Деякі ополченці спробували приєднатися до них, але жінки змусили їх повернутися до бою. Дарк наказав своєму батальйону примкнути багнети та атакувати центральну позицію індіанців. Сили Маленької Черепахи відступили до лісу, але лише щоб провести маневр й оточити батальйон Дарка та знищити його. Багнетний удар застосовувався багато разів із подібними результатами, і зрештою американські війська розвалилися в безладді. Під Сент-Клером було вбито трьох коней, коли він безуспішно намагався зібрати своїх людей.
Врешті загін генерала Сент-Клера остаточно втратив будь-які ознаки військової дисципліни та порядку. Індіанці стиснули кільце ще тісніше, і незабаром відступ американців перетворився на панічну втечу. Як пізніше згадував Дарк, «вся армія бігла разом, як натовп на ярмарку». Жах від можливого скальпування і тортур додавав страху солдатам і ополченцям, що втекли. Майор Кларк із залишками свого батальйону намагався щосили прикрити відступ основних сил протягом деякого часу, але оскільки ар'єргард був швидко оточений, кожен почав діяти сам за себе.

### Втрати
Рівень американських втрат був найвищим, який коли-небудь зазнавав підрозділ армії США, зокрема загинув другий з командирів Сент-Клера Річард Батлер. З 52 задіяних офіцерів 39 було вбито і 7 поранено; близько 88 % усіх офіцерів загинули. Відсоток солдатських втрат становив 97 %, у тому числі 632 з 920 убитими (69 %) і 264 пораненими. Майже всі 200 послідовників табору були вбиті, загалом вбито 832 американці. Через відносно невеликий чисельність армії на той час приблизно чверть усієї армії США було знищено за один день. Тільки 24 з 920 офіцерів і солдатів вийшли з битви неушкодженими. Серед тих, хто вижив, були Бенджамін Ван Клів і його дядько Роберт Бенем; Ван Клів був одним із небагатьох, хто залишився неушкодженим. Втрати серед місцевих жителів склали близько 61, принаймні 21 загинув.
На місці загинуло так багато людей, що коли 300 солдатів Легіону Сполучених Штатів повернулися на місце наприкінці 1793 року, вони впізнали це місце за непохованими людськими останками. Загону довелося перенести кістки, щоб звільнити місце для свого табору.  Останки розбитого загону поховані в братській могилі. Через шістдесят років після битви, у вересні 1851 року, місто організувало День поховання кісток, щоб поховати залишки загиблих, знайдених у цьому місці. Історик Вільям Хогеланд назвав перемогу корінних американців «найвищою відміткою опору білій експансії. Жодної порівняльної перемоги індіанців не буде».